# مايك باك
مايك باك (بالإنجليزية: Mike Buck)‏ هو لاعب كرة قدم أمريكية أمريكي، ولد في 22 أبريل 1967 في لونغ آيلند في الولايات المتحدة.

## وصلات خارجية
- مايك باك على موقع مرجع كرة القدم المحترفة.كوم (الإنجليزية)